# Matthew Bellamy
Matthew James "Matt" Bellamy, född 9 juni 1978 i Cambridge, England, är en brittisk musiker, främst känd som sångare, gitarrist, pianist och huvudsaklig låtskrivare i det alternativa rockbandet Muse. Han har också skrivit en del av soundtracket till filmen The International (2009).
Bellamy finns som spelbar karaktär i Guitar Hero 5, ett musikspel som innehåller Muse-låten "Plug In Baby".

## Tidiga år
Matthew Bellamy föddes 1978 i Cambridge, England. Hans far, George Bellamy, var gitarrist i 1960-talsrockgruppen The Tornados, som var det första brittiska bandet att ta sig till Billboardlistans första plats i Amerika med låten "Telstar". "Knights of Cydonia", en singel från Muses fjärde album, Black Holes and Revelations, nämns ofta som en hyllning till den låten. Bellamys mor, Marilyn, föddes i Belfast, men flyttade till England på 1970-talet. På hennes första dag i England träffade hon George Bellamy, som då arbetade som taxichaufför i London. De flyttade sedan till Cambridge, där Matthews äldre bror Paul föddes och ett par år senare också Matthew. I mitten av 1980-talet flyttade familjen till Teignmouth, Devon. Efter föräldrarnas skilsmässa bodde Matthew Bellamy med sin mor och bror.
Bellamy började spela piano vid sex års ålder. Han började spela gitarr på allvar vid omkring tolv års ålder och elgitarr som ung tonåring.

## Muse
Muse bildades 1994 i Teignmouth. Bellamy hade varit med i ett antal band tidigare, bland annat Carnage Mayhem och Gothic Plague tillsammans med trummisen Dominic Howard. När de andra medlemmarna i Gothic Plague slutade på grund av att andra intressen kom i vägen, bad Bellamy och Howard Christopher Wolstenholme att ansluta sig till bandet. De kallade sig Rocket Baby Dolls och under detta namn vann de 1994 en lokal rockbandstävling, Battle of the Bands, något som fick bandmedlemmarna att satsa allt mer på musiken och de beslutade sig för att byta namn till Muse.

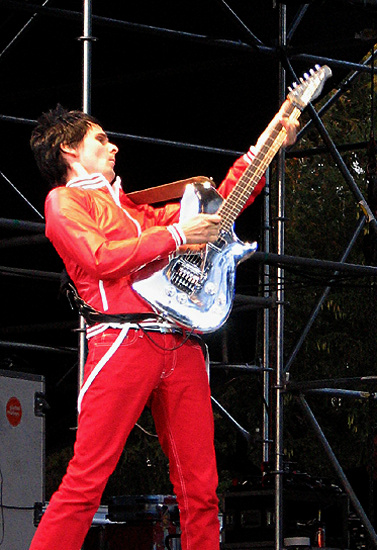
Bellamy på Virgin Festival i Toronto 2006.

Efter att under några år ha kämpat för att etablera sig fick Muse ett kontrakt med Mushroom Records och 1999 släppte de sitt första album Showbiz. De blev strax därpå utsedda till årets nykomling av NME Awards. År 2001 släppte bandet sitt andra album Origin of Symmetry som bland annat innehöll hitsingeln "Plug In Baby" och året därpå gavs bandets första livealbum Hullabaloo ut. År 2003 kom albumet Absolution, och i samband med att Muse fick uppträda som huvudakt på Glastonburyfestivalen 2004 kom bandets stora internationella genombrott. År 2006 släpptes albumet Black Holes and Revelations och 2008 kom livealbumet H.A.A.R.P från Wembley Stadium. År 2009 utkom det egenproducerade albumet The Resistance. Bandets sjätte album, The 2nd Law, släpptes 2012, och 2015 släppte bandet sitt sjunde album, Drones.
Muse har genom åren erhållit ett flertal goda recensioner för sina liveframträdanden och de har blivit kända för sina storslagna livespelningar. Den 16-17 juni 2007 blev Muse det första bandet att sälja ut det nybyggda Wembley Stadium i London. De fick enastående goda recensioner för konserten av flera brittiska tidningar, inte minst av rockmagasinet Kerrang!, som gick så långt som att utse den till "den bästa genom tiderna". De sålde ut arenan två kvällar i rad igen 2010. 
Bellamys särpräglade röst är en viktig del i bandets sound och han är känd för sin användning av falsett och vibrato. Enligt Bellamy själv är en av hans största förebilder när det gäller sång Jeff Buckley. Bellamys gitarrspel är främst inspirerat av Jimi Hendrix, som var hans idol när han var liten, och Tom Morello i Rage Against the Machine. Han använder ofta olika sorters ljudeffekter på sina gitarrer för att få dem att låta mer elektroniskt och unikt.

## Privatliv
Matthew Bellamy var i nio år förlovad med den italienska modellen och psykologen Gaia Polloni men förhållandet tog slut i december 2009. Bellamy var därefter förlovad med Kate Hudson, som han träffade 2010, från 2011 till 2014. Bellamy och Hudson har en pojke vid namn Bingham Hawn, född 2011, tillsammans.
Bellamy har ett hus vid Comosjön, Italien, och en våning i London. Han har också en gård i England.

## Priser och rankningar
Bellamy blev rankad som nummer nitton på musiksajten Gigwises lista över de femtio bästa gitarristerna någonsin. Musiktidningen Totalt Guitars läsare röstade fram Bellamy som nummer tjugonio på tidningens lista över de hundra bästa gitarristerna genom tiderna. Bellamys riff från "Plug In Baby" kom på trettonde plats i Total Guitars lista över de hundra bästa riffsen genom tiderna.

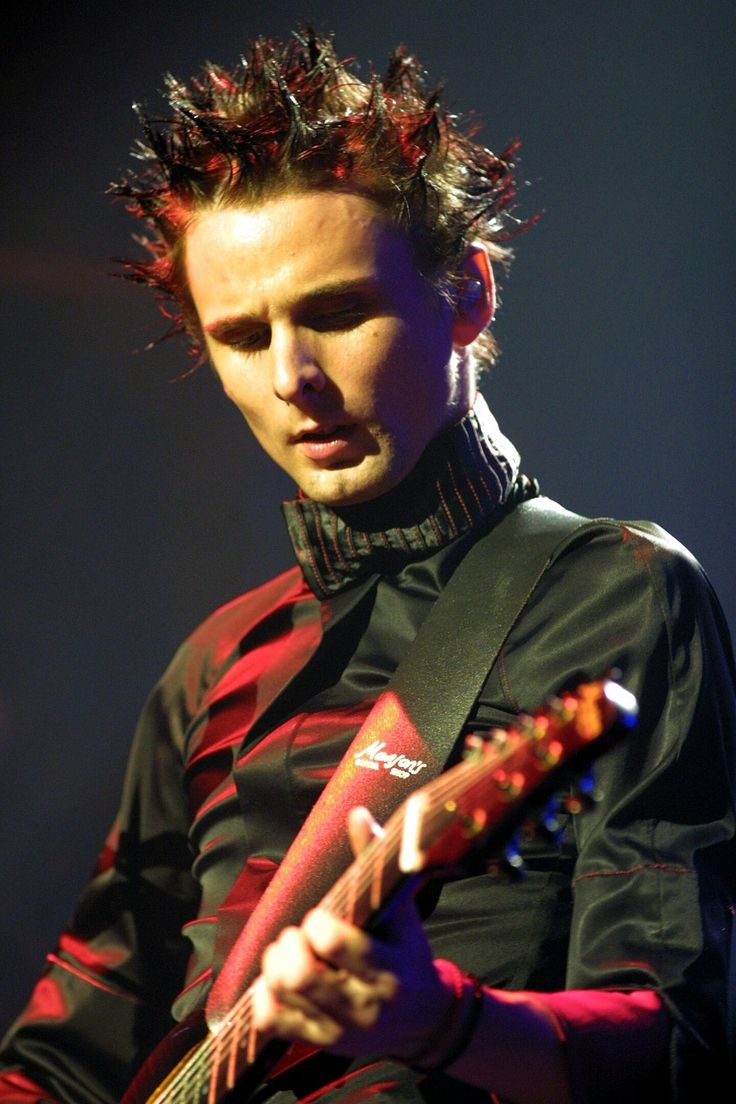
Matthew Bellamy (2001)

I april 2005 rankade Kerrang Bellamy som nummer tjugoåtta i sin opinionsundersökning över de femtio sexigaste personerna inom rocken, men efter en tillströmning av brev ändrade tidningen sitt beslut och rankade honom som etta i sin inofficiella omröstning 2008. Cosmopolitan utsåg honom också som den sexigaste rockaren 2003 och 2004. Musiktidningen NME röstade fram honom som den fjortonde bästa rock'n'roll-hjälten genom tiderna, före John Lennon och Bob Dylan.
Matthew Bellamy blev även utsedd till årets sexigaste man vid 2007 års NME Awards i England och han vann igen 2009, 2010, 2011 och 2013. På NME Awards 2012 tilldelades han priset som "Hero of the year".
Den 26 september 2008 utsåg Plymouth University medlemmarna i Muse till hedersdoktorer för sitt arbete inom musik.
I januaris upplaga av Total Guitar 2010 blev Bellamy utsedd till årtiondets gitarrist och förklarades vara en "Jimi Hendrix i sin generation". I Guinness Rekordbok 2010 erhöll Bellamy världsrekordet för flest krossade gitarrer på en turné. Hans rekord, 140, sattes under Absolution-turnén. I april 2010 blev Bellamy utsedd till den åttonde bästa frontmannen genom tiderna, av Q Magazines läsare.

## Instrument
Bellamy använder främst olika Mansongitarrer, alla custombyggda åt honom av Hugh Manson i Exeter, utom några få gitarrer som är byggda av Tim Stark. Alla Mansongitarrer som Bellamy äger, förutom en sjusträngad Manson, är designade av Bellamy själv tillsammans Hugh Manson, vilket resulterade i framtagandet av en egen konceptmodell kallad "Mattocaster". Denna utvecklades utifrån att Bellamy ville ha en gitarr som påminner om en Telecaster till formen, känns som en Stratocaster men låter som en Les Paul. Bellamys Mansongitarrer har dessutom lite olika effekter inbyggda, såsom Z.Vex Fuzz Factory, MXR Phase 90, Fernandes Sustainer och killswitches. En del av dem har också en steglös midistyrning för en Digitech Whammy-pedal. Bellamys signaturmodeller är Delorean, Seattle och Glitterati. Bellamy har dock genom åren även använt gitarrer från andra tillverkare än Manson, se exempel i nedanstående lista:

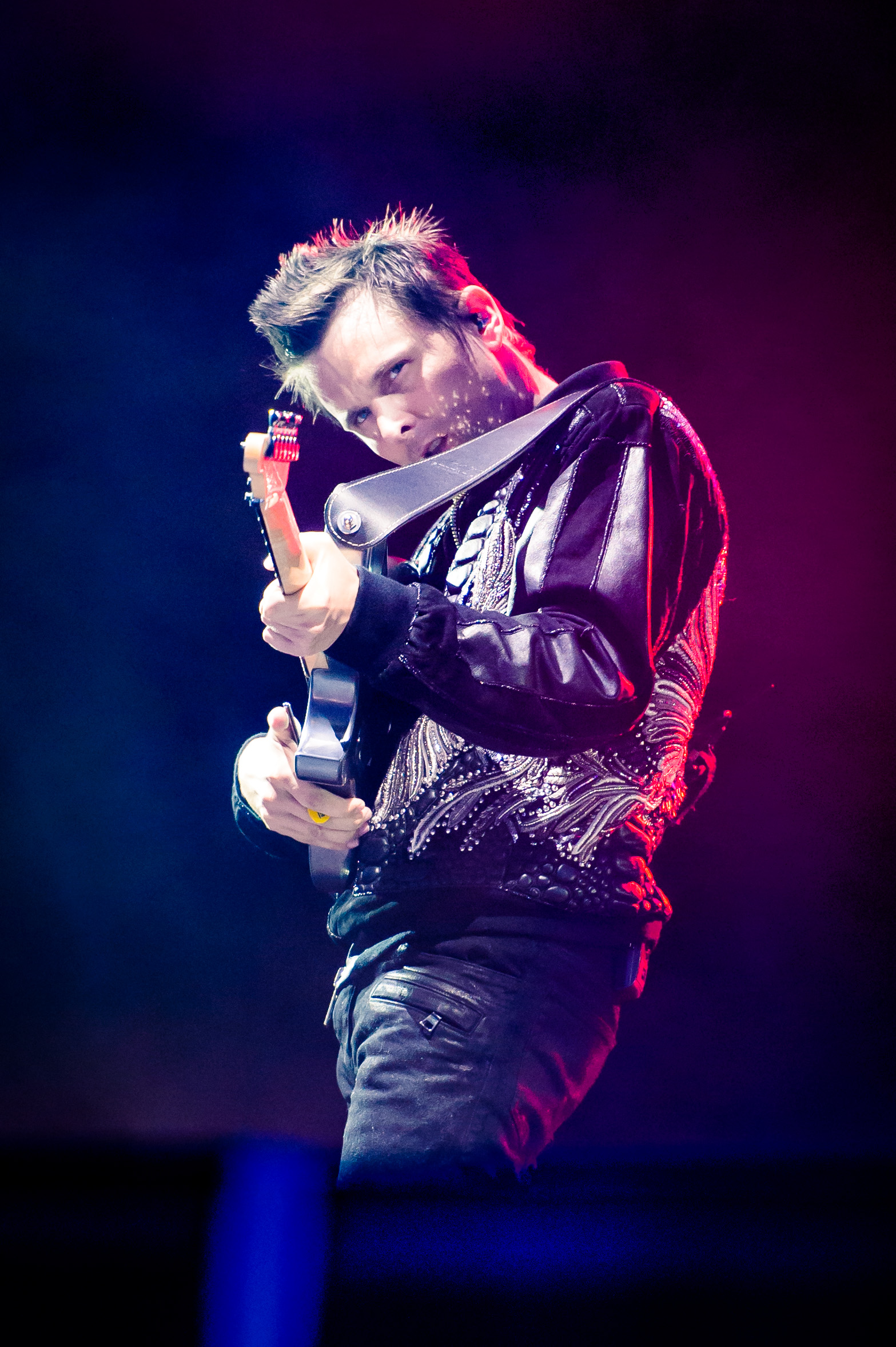
Matt Bellamy (2018)

Lista över gitarrer
- Flera olika Mansongitarrer
  - Silver Manson
  - Black Manson
  - 7 String Manson
  - Laser Manson
  - Bomber Manson
  - Mirror Manson
  - Silver Bomber Manson
  - Kaoss Manson
  - M1D1 Manson
  - New Delorean Manson
  - Glitterati Manson
  - Seattle Manson
- Ampeg Dan Armstrong Plexi
- Emex Londaxe
- Fender Stratocaster
- Gibson Les Paul
- Gibson SG
- Gretsch Synchromatic Sparkle Jet
- Ibanez Destroyer
- Ibanez Iceman
- custombyggd Jackson Randy Rhoads
- Jay Turser JT-RES
- Parker Fly
- Peavey EVH Wolfgang
- PRS Billy Martin
- Flera olika Taylorgitarrer
- Yamaha Pacifica 120
- custombyggd Cort MBC-1

## Diskografi

### Med Muse
Studioalbum
- Showbiz (1999)
- Origin of Symmetry (2001)
- Absolution (2003)
- Black Holes and Revelations (2006)
- The Resistance (2009)
- The 2nd Law (2012)
- Drones (2015)
- Simulation Theory (2018)
- Will of the people (2022)

Livealbum
- H.A.A.R.P (2008)
- Absolution Tour (2005)

Rome 2013
Samlingsalbum
- Hullabaloo (2002)